# لیچ‌افتادگی

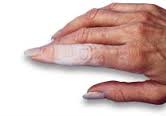
لیچ‌افتادگی ناشی از پانسمان

لیچ‌افتادگی یا ماسراسیون پوست، به تغییر شکل پوست به صورت تورم و نرم‌شدن همراه با ترشح گفته می‌شود که ناشی از مواجهه‌ی طولانی‌مدت با رطوبت است. رطوبت می‌تواند شامل عرق، یا ادرار باشد. لیچ‌افتادگی اولین بار توسط ژان-مارتن شارکو در سال ۱۸۷۷ توصیف شد.